# We&Dem
We&Dem es un grupo de música español que nació el año 2002 en Zaragoza. El nombre es una acotación de las palabras inglesas We and them, que en español significa nosotros y ellos

## Estilo
Se trata de una banda de fuerte impregnación reggae roots, cuya producción musical se realizó combinando las últimas tecnologías con equipos analógicos de los años 70. Según palabras del propio grupo, su música se caracteriza por "ritmos sugerentes, bases y arreglos depurados, llenos de los inconfundibles ambientes de la música reggae". La temática de las canciones es inminentemente social, algunas rechazando el uso de las armas o criticando la actuación de los políticos, como puede escucharse en la pista No more conquest. Emplean tanto el español como el inglés en sus canciones.
Junto a los integrantes de la banda, otros artistan han participado en varios de sus conciertos como Dubby Ambasah, Rapsusklei o miembros de Lone Ark.

## Edición
Su primer disco es homónimo a la banda, y fue grabado en Santander (España) en el A-Lone Muzik Studio, al mando del productor Roberto Sánchez, quien también participa en ocasiones en los coros. Su música se distribuye en Internet de forma gratuita, pues se publicó en el sitio web Jamendo, dedicado a distribuir música bajo la licencia Creative Commons 3.0, destinada al uso no comercial. We&Dem ha ido ganando mayor popularidad hasta el punto de participar en el Festival Nueno Rock o Lagatavajunto Reggae. La masterización de su primer disco, que también se vende en soporte físico, fue llevada a cabo en Bilbao por Ibón Larruzea en Euridia Estudios.

## Disolución y presente
We&Dem abandona los escenarios en 2010. Cambios en el rumbo de algunos de sus miembros y un cierto estancamiento llevaron a tomar esta decisión
De esta disolución surgieron dos nuevas bandas. Por un lado Los Brodies, que mezclan el reggae clásico con pinceladas roqueras y una aire más mestizo. En 2013 graban su primer disco en los estudios Garate de Andoáin y cuentan con la producción del mítico Kaki Arkarazo. El álbum Está en el aire recibe muy buenas críticas y permite al sonido de Los Brodies llegar a mucha más gente. Se edita bajo licencia Creative Commons y puede descargarse libremente desde su web:
Otros miembros de We&Dem forman una nueva banda de reggae-roots llamada Irregular Roots, que lanzaron su primer álbum del mismo nombre en 2016, autoproducido por uno de los miembros de la banda, Nacho García.